# Hitobia asiatica
Hitobia asiatica är en spindelart som först beskrevs av Friedrich Wilhelm Bösenberg och Embrik Strand 1906.  Hitobia asiatica ingår i släktet Hitobia och familjen plattbuksspindlar. Inga underarter finns listade i Catalogue of Life.